# Muthill
Muthill, schottisch-gälisch: Maothail, ist eine schottische Ortschaft in der Council Area Perth and Kinross. Sie liegt in der traditionellen Grafschaft Perthshire rund 25 Kilometer südwestlich des Zentrums von Perth.

## Geschichte
Östlich von Muthill am Ufer des Earn finden sich die Überreste des römischen Kastells Strageath, einem Kastell der Gask-Ridge-Linie, sowie einer zuführenden Römerstraße. Im späten 12. Jahrhundert entstand in Muthill eine Culdeer-Abtei, welche der Lindores Abbey unterstellt wurde. Auch die gotische Alte Pfarrkirche von Muthill wurde zunächst der Abtei zugeschlagen, ging jedoch nach einer Intervention an die Bischöfe von Dunblane über.
Im Jahre 1610 wurde östlich das Tower House Innerpeffray Castle errichtet. Im Nachklang der Jakobitenaufstände 1715 zerstörten von der Schlacht von Sheriffmuir zurückziehende Jakobiten im Januar 1716 Muthill weitgehend. Erst die Errichtung einer Militärstraße durch Muthill im Jahre 1742 belebte die Ortschaft wieder. Mehr als hundert, häufig aus dem 18. Jahrhundert stammende Gebäude in Muthill zeugen von dem Neuaufbau.

## Verkehr
Die von Greenloaning nach Dunkeld führende A822 bildet die Hauptverkehrsstraße Muthills. Südlich ist die nach Dunfermline führende A823 in kurzer Distanz erreichbar. Durch das benachbarte Crieff verläuft außerdem die A85.
Mit der Einrichtung der Crieff Junction Railway der Caledonian Railway im Jahre 1856 erhielt Muthill einen eigenen Bahnhof, der im Zuge der Beeching-Axt 1964 aufgelassen wurde.